# Lygistorrhina sanctaecatharinae
Lygistorrhina sanctaecatharinae är en tvåvingeart som beskrevs av Thompson 1975. Lygistorrhina sanctaecatharinae ingår i släktet Lygistorrhina och familjen Lygistorrhinidae. Inga underarter finns listade i Catalogue of Life.